# Árpád Bárány
Árpád Bárány (n. 24 iunie 1931, Budapesta, Regatul Ungariei) este un scrimer ce a reprezentat Ungaria, medaliat olimpic. A participat la două ediții ale Jocurilor Olimpice (1960, 1964) în care a câștigat o medalie de aur.